# Ermelo (Południowa Afryka)
Ermelo – miasto w Południowej Afryce, w prowincji Mpumalanga, na wschód od Johannesburga. Według spisu ludności z 2011 roku liczyło 83 865 mieszkańców.
W mieście rozwinął się przemysł spożywczy oraz chemiczny.